# Tarnówka (wieś w powiecie złotowskim)
Tarnówka (niem. Tarnowke) – wieś gminna krajeńska w Polsce położona w województwie wielkopolskim, w powiecie złotowskim, w gminie Tarnówka.
Wieś leży na trasie nieistniejącej już linii kolejowej Złotów—Płytnica.
Wieś jest podzielona na dwa sołectwa: Tarnówka I i Tarnówka II.
Wieś królewska należała do starostwa ujskiego, pod koniec XVI wieku leżała w powiecie nakielskim województwa kaliskiego. 
Stara lokacja należąca do klucza krajeńskiego. Najstarsza wzmianka o Tarnówce pochodzi z roku 1538. W 1579 r. otrzymała prawa miejskie, o czym świadczą dokumenty z lat 1609 i 1631 zaczynające się od słów „My Rada i Burmistrz miasta Tarnówki”. Od 1631 r. znowu jest wsią.
W 1976 roku Tarnówka traci status gminy. Po wieloletnich staraniach miejscowej społeczności z dniem 1 października 1982 r. zostaje reaktywowana na mocy rozporządzenia Ministra Administracji i Ochrony Środowiska.
Miejscowość Tarnówka – siedziba gminy jest głównym ośrodkiem życia administracyjnego, kulturalno-oświatowego i usługowo-handlowego. Mają tutaj swoją siedzibę obiekty użyteczności publicznej: Urząd Gminy, Szkoła Podstawowa, Przedszkole, Urząd Poczty, punkt kasowy Spółdzielczego Banku Ludowego w Złotowie.
W Tarnówce zachował się kościół z 1773 r. Jest budowlą szachulcową. Wnętrze obiega empora, częściowo zdemontowana. Ołtarz pochodzi z okresu budowy świątyni, wykonany z drewna w stylu barokowym.
W roku 1880 w Tarnówce zostaje zbudowana wytwórnia masy papierowej, a później Fabryka Tektury.
Tarnówka przez 173 lata była pod zaborem pruskim. Powróciła do Polski 2 lutego 1945 roku, kiedy wkroczyli do niej żołnierze 1 Armii Wojska Polskiego.
W latach 1975–1998 miejscowość należała administracyjnie do województwa pilskiego.